# Sergiu Ion Chircă
Sergiu Ion Chircă (n. 10 octombrie 1934, Chișinău - d. 28 august 2019) a fost un economist din Republica Moldova, membru de onoare al Academiei Române (din 1997).

## Biografie
Sergiu Ion Chircă s-a născut la 10 octombrie 1934, în Chișinău, județul Lăpușna, România (în prezent în Republica Moldova). 
A făcut studii universitare economice (1953-1958, Chișinău), este doctor în științe economice (1963, Kiev), doctor habilitat în științe economice (1980, Sankt Petersburg), profesor universitar (1982, Moscova), Laureat al Premiului de Stat în domeniul științei (1985), Om Emerit în Știință (1992), membru de onoare al Academiei Române (1997). Este inclus în cartea „Protagoniști ai vieții economice” (2002, București). 
În 1965, conducerea comunistă l-a catalogat ca fiind persoană „antisovietică cu tendințe naționaliste” (Arhiva fostului partid totalitar, Fondul 51, inv. 42, dosarul 118) pentru faptul că a demascat politica secretă a Moscovei de a permuta populația băștinașă în Kazahstan și Federația Rusă și a aduce în locul acesteia etnici slavi, cu scopul de a schimba componența demografică și a distruge elementul românesc al Basarabiei. 
În 1970, cu susținerea academicianului Sergiu Rădăuțanu - fondatorul Politehnicii din Chișinău -, înființează Catedra Economia Muncii, pe care a condus-o 25 de ani. A participat la fondarea Academiei de Studii Economice, unde a îndeplinit, până în2000, și funcția de prorector responsabil pentru cercetarea științifică. Totdată, a organizat, în cadrul ASEM, două masterate: unul cu predare în limba engleză și cu susținere din partea UE, altul cu predare în limba română. A pregătit 26 de doctori și doctori habilitați în economie. În perioada 1990-1994, a fost deputat în primul parlament al R. Moldova și a votat Declarația de independență. În noiembrie 1991, în lucrările sale, a argumentat orientarea strategică a tânărului stat - spre Uniunea Europeană prin România și cu România împreună. 
În ianuarie 1992, când guvernul rus a declanșat „terapia de șoc”, care în realitate s-a transformat într-un șoc distrugător fără terapie, a înaintat și a argumentat propunerea ca R. Moldova să părăsească zona rublei sovietice și să adere la zona leului românesc. În timpul agresiunii Rusiei la Nistru (1992), a creat, inițial cu mijloace financiare proprii, un fond special de susținere a poliției și trupelor de carabinieri. În 2010, a făcut parte din „Comisia Cojocaru”, care a studiat și a evaluat genocidul fizic și spiritual declanșat în RSSM de către regimul totalitar comunist. A publicat peste 230 de lucrări științifice, inclusiv 13 cărți, consacrate diverselor probleme teoretice și practice ale economiei. Concomitent cu activitatea pedagogică și științifică, se manifestă și în publicistică. În acest domeniu autorul examinează trecutul, prezentul și viitorul patriei sale mici - Basarabia, căreia i-a consacrat trei cărți: „Basarabia. Lupta continuă” Editura Arc, 2000; „Basarabie! Libertatea și progresul vin de peste Prut” și „Basarabia dezmembrată și rătăcită între Est și Vest”, ultimele două publicate de aceeași editură în 2011.